# Андријан Канду
Андријан Канду (рум. Andrian Candu) је молдавски политичар и правник, рођен 27. новембра 1975. Од 23. јануара 2015. обавља функцију председника скупштине Молдавије. Пре тога Канду је био потпредседник Владе и министар економије.
Дипломирао је на Правном факултету, Универзитета Babeș-Bolyai у Клуж-Напоки у Румунији. Говори енглески и руски језик.